# Insjöfinlands ringväg
Insjöfinlands ringväg är en turistväg som består av flera finska huvudvägar i Insjöfinland. Den har en diameter på cirka 360 kilometer och en omkrets på cirka 1260 kilometer längs vägen. Det tar uppskattningsvis 15 timmar att färdas hela sträckan. Ringvägens centrum ligger i Pirttimäki i Hankasalmi, ungefär mellan de två större städerna innanför ringvägen, Jyväskylä och Kuopio.
Officiellt var Insjöfinlands ringväg inte avsiktligt utformad som en ringväg, utan dess sträckning skapades till stor del genom förhistorisk slump, eftersom större delen av den nuvarande rutten byggdes längs den naturliga geografiska kurvan som definieras av Salpausselkä.

## En rutt
Insjöfinlands ringväg går från Kouvola medsols längs riksväg 12 förbi Lahtis och genom Kangasalas sjölandskap till Tammerfors. Där dyker vägen ner i Tammerfors strandtunnel, varefter riksväg 12, efter att ha passerat genom Näsijärvis sjölandskap, svänger västerut i Lielax, men ringvägen svänger av och fortsätter kort till Ylöjärvi längs stamväg 65:s sträckning i knappt tio kilometer. Denna sträcka är den kortaste delen av ringvägen enligt ett enda vägnummer. Från Ylöjärvi norrut följer ringvägen riksväg 3 hela vägen till Jalasjärvi, där ringvägen avgrenar sig från riksväg 3 norrut längs riksväg 19. Sedan passerar riksväg 19 Seinäjoki. Mellan Lappo och Kauhava svänger ringvägen nordost till stamväg 63. Ringvägen fortsätter till Sievi. I Sievi börjar avfarten österut mot Kajana. Där löper ringvägen längs riksväg 28 i ungefär väst-östlig riktning, efter en kort sträcka på riksväg 5 före Kajana. Efter Kajana följer rutten den bågformade formen av riksväg 6 hela vägen till startpunkten Kouvola. Sträckan Kajana–Joensuu–Kouvola är också den i särklass längsta sträckan av Sjöfinlands ringvägen med ett enda vägnummer. Från sträckan av riksväg 6 har man utsikt över sjöarna Pielisjärvi, Pyhäselkä och Saimensjöns huvudbassäng. I Parikkala i norra delarna av Södra Karelen passerar ringvägen knappt 700 meter från den ryska gränsen, då vägen korsar Simpelejärvis Joukionsalmi sund via en bro. Gränszonen mittemot den ryska gränsen ligger cirka 70–80 meter från vägen. Väster om Kouvolas centrum, strax efter bron över Kymmene älv, svänger riksväg 6 mot Helsingfors, men ringvägen svänger in på riksväg 12 mot Lahtis, där den når den ursprungliga startpunkten.